# Murghab (rivier)
De Murghab (Perzisch en Pasjtoe: مرغاب, Morqâb), ook geschreven als Marghab, Margab, Murqab, Margu, Murgap of Morghab, is een 850 km lange rivier in Centraal-Azië. De rivier ontspringt in het Paropamisusgebergte (Selseleh-ye Safīd Kūh) in de provincie Ghowr, stroomt door het district Murghab in centraal Afghanistan en vervolgens in noordwestelijke richting naar Bala Murghab. Bij het bereiken van de oase van Mary in Turkmenistan eindigde de Murghab vroeger in de Karakum. Tegenwoordig mondt ze uit in het Karakumkanaal. Het stroomgebied van de Murghab wordt geschat op 46.880 km².
In de oudheid was ze als Margos de naamgever van de regio Margiana (Oudgrieks: Μαργιανή, Margianḗ) 

## Geografie
De Murghab ontspringt in de provincie Ghowr in centraal Afghanistan, op een plateau tussen de bergketens Paropamisus, Gharjistan en Band-i Turkestan. In haar bovenloop stroomt de rivier van oost naar west, richting Mukhamedkhan, over ongeveer 300 km in een smalle, steile vallei van minder dan een kilometer breed, met op sommige plaatsen nauwe kloven.
Tussen Darband-i Kilrekht en Mukhammedkhan doorkruist de Murghab het westelijke deel van de Band-i Turkestan, en vervolgt haar weg in noordwestelijke richting door een diepe kloof. Bij Mukhammedkhan doorkruist ze de kloven van Jaokar. Hierna wordt de vallei iets breder en bereikt geleidelijk een breedte van 2 km in Turkmenistan. Vanaf Mukhamedkhan wordt een klein deel van het water van de Murghab gebruikt voor irrigatie: in Afghanistan wordt vanuit de Murghab ongeveer 10.000 ha geïrrigeerd. Aan haar rechteroever ontvangt de Murghab het water van de Kaysar, en vormt vervolgens over een lengte van 16 km de grens tussen Turkmenistan en Afghanistan.
In Turkmenistan, nabij Tagtabazar, mondt de Kashan aan de linkerzijde in de Murghab, en 25 km verderop is de samenvloeiing met de Kushk. Stroomopwaarts van de monding van de Kushk ligt het stuwmeer van Saryyazy, gebouwd in 1959 en vergroot in 1978. Het stuwmeer en de omgeving ervan zijn ecologisch belangrijk voor vogels. 
Na het bereiken van de oase van Mary kruist de Murghab het Karakumkanaal, welke water van de Amu Darja naar het westen voert.

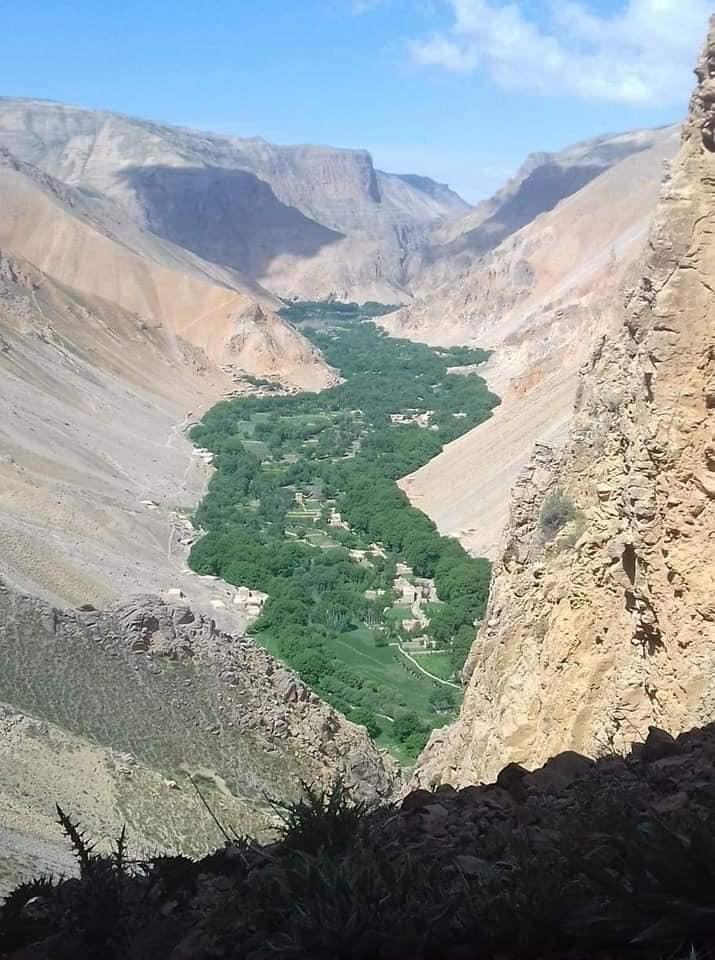
de vruchtbare Murghab-vallei in Afghanistan
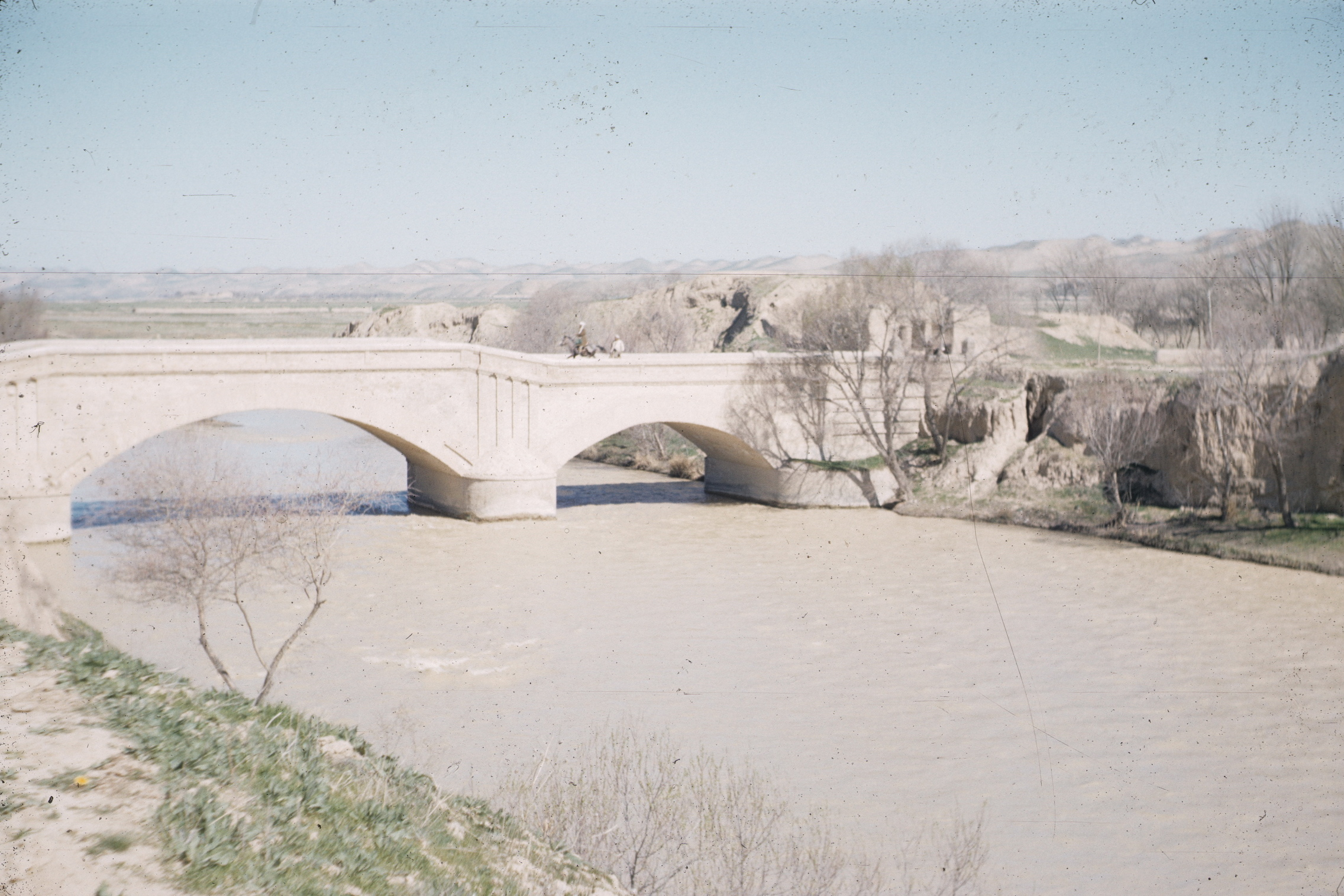
brug bij Bala Murghab (1962)
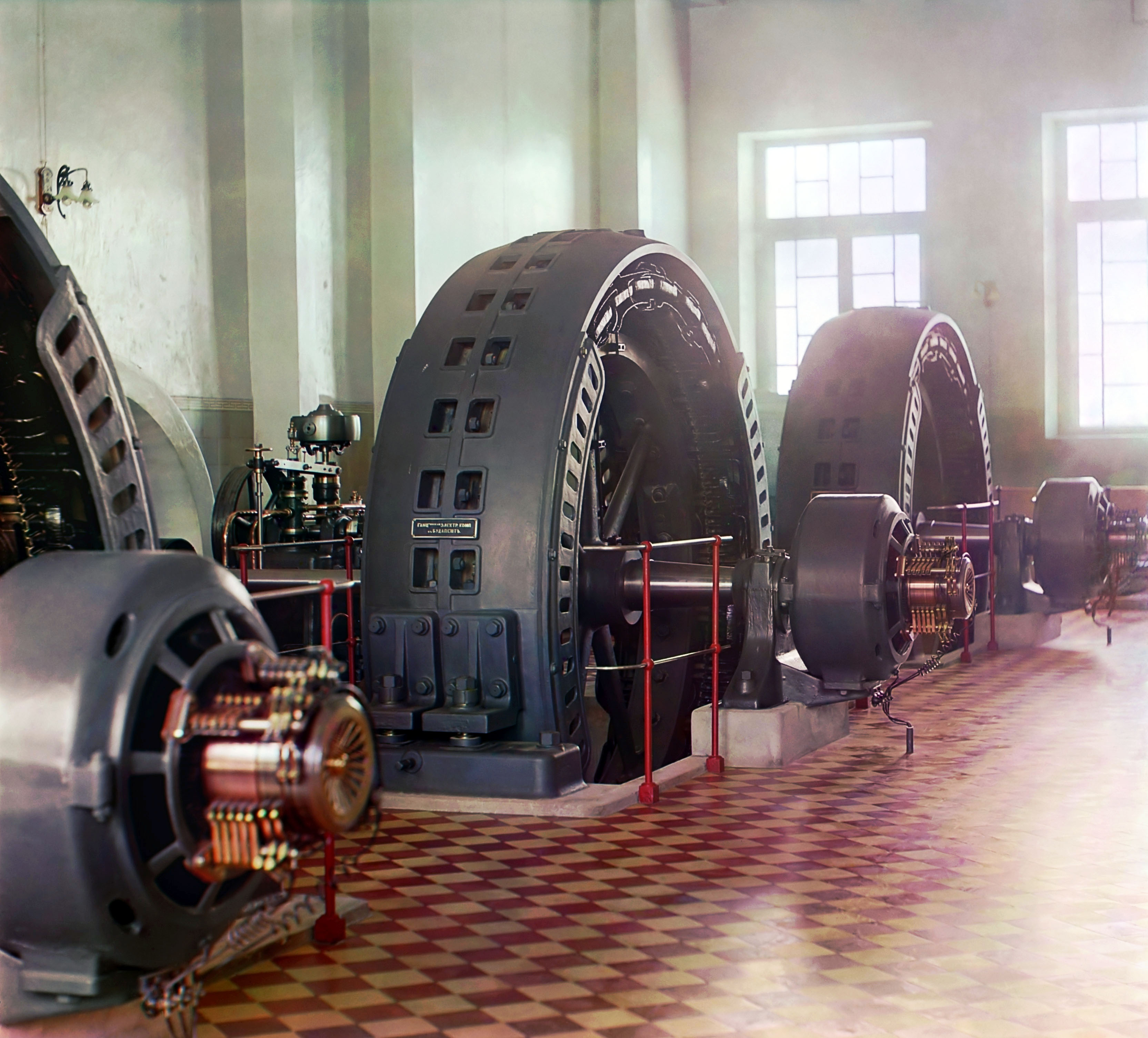
de generatoren van de Hindu Kush-waterkrachtcentrale (Гиндукушская ГЭС) aan de Murghab, kort na de voltooiing in 1909 door de Hongaarse firma Ganz, destijds de grootste waterkrachtcentrale van het Russische Rijk

- Library of Congress Control Number: sh89001951
- Nationale Bibliotheek van Israël: 987007544168705171